# San Bartolo, Amanalco
San Bartolo är en ort i Mexiko, tillhörande kommunen Amanalco i den västra delen av delstaten Mexiko, i den centrala delen av landet. Orten hade 2 360 invånare vid folkräkningen 2010.